# Бейнбридж (Пенсільванія)
Бейнбридж (англ. Bainbridge) — переписна місцевість (CDP) в США, в окрузі Ланкастер штату Пенсільванія. Населення — 1536 осіб (2020).

## Географія
Бейнбридж розташований за координатами 40°5′23″ пн. ш. 76°39′18″ зх. д. / 40.08972° пн. ш. 76.65500° зх. д. (40.089845, -76.655069).  За даними Бюро перепису населення США в 2010 році переписна місцевість мала площу 5,96 км², з яких 5,91 км² — суходіл та 0,05 км² — водойми.

## Демографія
Згідно з переписом 2010 року, у переписній місцевості мешкало 1355 осіб у 499 домогосподарствах у складі 368 родин. Густота населення становила 227 осіб/км².  Було 526 помешкань (88/км²).
Расовий склад населення:
| - 97,0 % — білих - 1,1 % — чорних або афроамериканців - 0,2 % — корінних американців - 0,2 % — азіатів - 0,1 % — вихідців з тихоокеанських островів |

До двох чи більше рас належало 0,8 %. Частка іспаномовних становила 1,6 % від усіх жителів.
За віковим діапазоном населення розподілялося таким чином: 27,6 % — особи молодші 18 років, 63,2 % — особи у віці 18—64 років, 9,2 % — особи у віці 65 років та старші. Медіана віку мешканця становила 35,0 року. На 100 осіб жіночої статі у переписній місцевості припадало 101,3 чоловіків;  на 100 жінок у віці від 18 років та старших — 95,4 чоловіків також старших 18 років.
Середній дохід на одне домашнє господарство  становив 78 688 доларів США (медіана — 71 154), а середній дохід на одну сім'ю — 88 981 долар (медіана — 84 545). За межею бідності перебувало 5,5 % осіб, у тому числі 9,7 % дітей у віці до 18 років та 0,0 % осіб у віці 65 років та старших.
Цивільне працевлаштоване населення становило 786 осіб. Основні галузі зайнятості: освіта, охорона здоров'я та соціальна допомога — 21,2 %, виробництво — 18,6 %, роздрібна торгівля — 10,8 %, науковці, спеціалісти, менеджери — 7,6 %.